# Giap Carburanti
Giap è un marchio commerciale italiano utilizzato per la distribuzione di carburanti.

## Impianti
Il marchio è di proprietà del Gruppo Minardo, holding operante principalmente nel settore petrolifero. La sua sede è a Modica, nel Libero consorzio comunale di Ragusa.
Nel 1969 Rosario Minardo comincia a lavorare presso un distributore a Modica. Nell'anno successivo, viene realizzato il primo impianto in contrada Sant’Antonio (a Modica) e fondato il marchio Giap (Gestione Impianti Autonomi Petroli) dallo stesso Rosario, fratello del senatore Riccardo Minardo e padre di Antonino Minardo, politico e presidente (nel 2007) del Consorzio per le Autostrade Siciliane.
La società commercializza anche GPL, carburanti e lubrificanti per autotrazione, per motori marini e per mezzi agricoli.
I distributori Giap sono presenti in Sicilia (dal 1970), Calabria, Campania, Lazio, Lombardia e Toscana.